# Compañía Minera Anglo-Hispana
La Compañía Minera Anglo-Hispana fue una empresa minera española que explotó las minas del coto carbonero de Matallana de Torío y Orzonaga entre 1910 y 1930.

## Historia

### Precedentes
La Sociedad Carbonífera de Matallana, constituida en 1890, transfirió en 1901 sus concesiones mineras a la Sociedad Hullera del Torío, la cual quebró en quiebra en 1909, siendo adquiridos sus activos en publica subasta por el ingeniero británicoHarry Mase, que constituyó la Compañía Minera Anglo-Hispana, con un capital de 750.000 pesetas. Estos incluían 44 concesiones mineras, 24 hornos de cock, un lavadero Humbold y una prensa de aglomerados.

### Actividad
Su producción carbonera alcanzó las 73.404 Tm anuales.
La Anglo-Hispana construyó un ferrocarril minero hasta Valdesalinas, donde se hallaban su hornos de cok, y en 1925 firmó un acuerdo con Ferrocarriles de la Robla para mandar el mineral de Matallana a La Robla.

### Liquidación
Sus activos fueron vendidos en 1930 por su presidente, Federico Boladeres, al industrial vasco Enrique Benito Chavárri por la escasa suma de 350.000 ptas, para acabar en 1943 en manos de la Hullera Vasco-Leonesa.